# Caldeirão Grande do Piauí
Caldeirão Grande do Piauí är en kommun i Brasilien.   Den ligger i delstaten Piauí, i den östra delen av landet, 1 200 km nordost om huvudstaden Brasília. Antalet invånare är 5 668.
Omgivningarna runt Caldeirão Grande do Piauí är huvudsakligen savann. Runt Caldeirão Grande do Piauí är det glesbefolkat, med 10 invånare per kvadratkilometer.